# 1193年
| 千纪： | 2千纪 |
| 世纪： | 11世纪 \| 12世纪 \| 13世纪                                                                                             |
| 年代： | 1160年代 \| 1170年代 \| 1180年代 \| 1190年代 \| 1200年代 \| 1210年代 \| 1220年代                                       |
| 年份： | 1188年 \| 1189年 \| 1190年 \| 1191年 \| 1192年 \| 1193年 \| 1194年 \| 1195年 \| 1196年 \| 1197年 \| 1198年             |
| 纪年： | 癸丑年（牛年）；西夏祐二十四年；金明昌四年；西辽天喜十六年；南宋绍熙四年；大理元亨九年；越南天資嘉瑞七年；日本建久四年 |

## 大事记
- 西夏桓宗李純祐即位。
- 6月28日（建久四年五月廿八日）——日本發生曾我兄弟復仇事件，曾我祐成和曾我時致兄弟在源賴朝的富士狩獵中替父報仇殺了工藤祐經。
- 花剌子模王朝東半部君主蘇丹·沙赫去世，塔乞失趁機接收他的領土，花剌子模王國重新統一。

## 逝世
- 萨拉丁，埃及阿尤布王朝的缔造者（出生1138年，55岁）
- 夏仁宗李仁孝
- 蘇丹·沙赫，花剌子模國王伊爾·阿爾斯朗的幼子，自1172至1193年一直自稱花剌子模沙赫。
- 阿耶洛的马特奥，西西里王国宰相
- 陸九淵，南宋哲學家，陸王心學的代表人物。
- 范成大，南宋文學家、政治人物，與楊萬里、尤袤、陸游號稱「南宋四大詩人」。
- 吳挺，信王吳璘第五子，南宋名將。
- 完顏洪靖，金章宗完顏璟的第二子。
- 完顏洪熙，金章宗完顏璟的第三子。
- 完顏洪衍，金章宗完顏璟的第四子。
- 源範賴，源義朝的第六子，源賴朝的異母弟、源義經的異母兄。